# Cynthia altissima
Cynthia altissima är en fjärilsart som beskrevs av Rosenberg och Talbot 1914. Cynthia altissima ingår i släktet Cynthia och familjen praktfjärilar. Inga underarter finns listade i Catalogue of Life.